# Бродвотер (Небраска)
Бродвотер (енгл. Broadwater) град је у америчкој савезној држави Небраска.

## Демографија
По попису из 2010. године број становника је 128, што је 12 (-8,6%) становника мање него 2000. године.
| Група             | 2000.       | 2010.       |
| Белци             | 138 (98,6%) | 114 (89,1%) |
| Афроамериканци    | 0 (0,0%)    | 0 (0,0%)    |
| Азијати           | 0 (0,0%)    | 0 (0,0%)    |
| Хиспаноамериканци | 2 (1,4%)    | 13 (10,2%)  |
| Укупно            | 140         | 128         |